# MasterChef Hrvatska (7. sezona)
MasterChef 7 je sedma sezona kulinarskog reality showa MasterChef Hrvatska. Započela je s emitiranjem 15. rujna 2024. u 21:15h na Novoj TV, a nastavila je s emitiranjem od ponedjeljka do petka te povremeno nedjeljom, prikazivanjem pet epizoda u šest dana ili četiri epizode u pet dana. Ukupno je prkazano 60 epizoda.
Prijave su bile otvorene u prosincu 2023. godine. Svoju prijavu na show poslalo je više od 2000 kandidata, a audiciji njih 70-tak. Audicijske emisije snimale su se u drugoj polovici travnja 2024. godine, a glavni dio natjecanja iz Masterchef kuhinje započelo je 8. srpnja 2024. godine.
Međunarodno prikazivanje u Bosni i Hercegovini i Crnoj Gori započelo je tjedan dana kasnije, 23. rujna 2024. na kanalima Nova BH i Nova M.
Finalna epizoda u Hrvatskoj prikazana je 30. prosinca 2024. godine. U Crnoj Gori 5. siječnja 2025., a u Bosni i Hercegovini tijekom siječnja 2025. godine.
Pobjednik sedme sezone je Ante Vukadin.

## Žiri
Žiri čine tri profesionalna kuhanja: Stjepan Vukadin koji je bio i prethodnih sezona, a pridružili su mu se Goran Kočiš i Mario Mihelj. 

### Goran Kočiš
Goran Kočiš je hrvatski chef iz okolice Slatine, poznat po tome što je zaslužan za prvu Michelinovu zvjezdicu u kontinentalnoj Hrvatskoj. Karijeru je započeo u inozemstvu, radeći u restoranima i hotelima u Austriji, Njemačkoj i Švicarskoj, a nakon povratka u Hrvatsku radio je u poznatim zagrebačkim restoranima Dubravkin put i Bistro Apetit. Jedan je od osnivača restorana Noel, koji je 2019. godine osvojio prvu Michelinovu zvjezdicu u Zagrebu. Nakon 19 godina rada izvan rodnog kraja, vraća se u Slavoniju, gdje preuzima ulogu chefa kuhinje u hotelu Waldinger u Osijeku, te se bavi konzultantskim poslovima i predavanjima. 

### Stjepan Vukadin
Stjepan Vukadin je hrvatski chef rodom iz Rogoznice. Karijeru je započeo nakon završene kuharske škole i rada u inozemstvu. Godine 2017. postao je chef restorana Zrno Soli u Splitu, gdje je restoran uveo u Michelinov vodič. Godine 2021. otvara vlastiti restoran il Ponte u Trogiru, koji je ubrzo stekao Michelin preporuku i uvršten je u Gault&Millau vodič. Njegov rad prepoznat je po naglasku na korištenju svježih, lokalnih namirnica i inovativnim pristupima u pripremi jela. 

### Mario Mihelj
Mario Mihelj je hrvatski chef iz Zagreba, poznat po radu u restoranima El Toro i Maredo. Svoje kulinarsko znanje usavršavao je u restoranima poput Gilles Dubrovnik i Dubravkin put, a trenutno djeluje kao korporativni chef za Best Restaurants Group te izvršni chef u restoranima El Toro i Maredo. Njegov rad prepoznat je kroz Michelin preporuku i nagrade u vodiču Gault&Millau. Poznat je po inovativnim tehnikama u pripremi jela, posebice steakova, te transformaciji zagrebačkih restorana prema suvremenom fine dining konceptu. 

## Kandidati
Najboljih 23 kandidata bit će podijeljeni u tri tima: tim Goran, tim Stjepan i tim Mario. Stjepan i Mario imaju po osam kandidata, a Goran sedam jer nije pronašao posljednju osobu koja bi odgovarala njegovom timu. 
Podjela po timovima prikazana je u sedmoj epizodi 23. rujna, osmoj epizodi 24. rujna te devetoj epizodi 25. i 26. rujna 2024.    
| tim     | kandidat                      | mjesto         | dob | spol   | zanimanje              |
| ------- | ----------------------------- | -------------- | --- | ------ | ---------------------- |
| Goran   | Elva Halilović                | Sarajevo       | 35  | žensko | marketing              |
| Goran   | Irina Brajčić                 | Dubrovnik      | 41  | žensko | n/n                    |
| Goran   | Ljiljana Milovanović Ferenčić | Rijeka         | 61  | žensko | trgovkinja             |
| Goran   | Moris Vareško                 | Krnica         | 44  | muško  | vinar                  |
| Goran   | Sergio Varela Ramirez         | Zagreb         | 34  | muško  | IT stručnjak           |
| Goran   | Tin Rubinić                   | Lovran         | 19  | muško  | nutricionist           |
| Goran   | Zara Bajlo                    | Zadar          | 24  | žensko | n/n                    |
| Mario   | Bonaventura Žagar             | Ražanac        | 30  | muško  | grafički dizajner      |
| Mario   | Doris Vlah                    | Opatija        | 61  | žensko | umirovljenica          |
| Mario   | Gangula (Gano) Kotorić        | Tešanj         | 36  | muško  | n/n                    |
| Mario   | Hrvoje Stošić                 | Split          | 30  | muško  | marketing              |
| Mario   | Irma Handžić Veledar          | Bristow        | 45  | žensko | n/n                    |
| Mario   | Iva Novosel                   | Zagreb         | 44  | žensko | novinarka              |
| Mario   | Marija Benjak                 | Pušćine        | 63  | žensko | umirovljenica          |
| Mario   | Petar Marić                   | Sinj           | 20  | muško  | komercijalist          |
| Stjepan | Anamaria Šimićak              | Karlovac       | 21  | žensko | studentica             |
| Stjepan | Ante Vukadin                  | Tomislavgrad   | 28  | muško  | student elektrotehnike |
| Stjepan | Eni Đorđević                  | Pula           | 32  | žensko | frizerka               |
| Stjepan | Ivana Božac                   | Rovinj         | 41  | žensko | n/n                    |
| Stjepan | Ivo Kežić                     | Staševica      | 25  | muško  | kuhar                  |
| Stjepan | Josip Petrović                | Kaštel Sućurac | 25  | muško  | n/n                    |
| Stjepan | Sanja Cukon                   | Pula           | 40  | žensko | ekonomistica           |
| Stjepan | Sead Bojić                    | Sarajevo       | 28  | muško  | preh. tehničar         |

## Tijek natjecanja
Nakon prvih devet epizoda u kojima se natjecatelji predstavljaju te prolaze kroz eliminacijski postupak, od desete epizode započinje zajedničko kuhanje na teme i zadatke.
| konačni poredak | kandidat    | Tjedan 1 | Tjedan 1 | Tjedan 1 | Tjedan 1 | Tjedan 1 | Tjedan 1                      | Tjedan 2                      | Tjedan 2                      | Tjedan 2                      | Tjedan 2                      | Tjedan 2                      | Tjedan 2                      | Tjedan 3                      | Tjedan 3                      | Tjedan 3                      | Tjedan 4                      | Tjedan 4                      | Tjedan 4                      | Tjedan 4                      | Tjedan 4                      | Tjedan 5                      | Tjedan 5                      | Tjedan 5                      | Tjedan 5                      | Tjedan 5                      | Tjedan 6                      | Tjedan 6                      | Tjedan 6                      | Tjedan 6                      | Tjedan 6                      | Tjedan 7                      | Tjedan 7                      | Tjedan 7                      | Tjedan 7                      | Tjedan 8                                            | Tjedan 8                                            | Tjedan 8                                            | Tjedan 8                                            | Tjedan 8                                            | Tjedan 9                                            | Tjedan 9                                            | Tjedan 9                                            | Tjedan 9                                            | Tjedan 10                                           | Tjedan 10                                           | Tjedan 10                                                       | Tjedan 10                                                       | Tjedan 10                                                       | Tjedan 10                                                       | Tjedan 10                                                       | Tjedan 11                                                       | Tjedan 11                                                       | Tjedan 11                                                       | Tjedan 11                                                       | Tjedan 11                                                       | Tjedan 11                                                       | Tjedan 12                                                       | Tjedan 12                                                       | Tjedan 12                                                       | Tjedan 12                                                       | Tjedan 12                                                       | Tjedan 12                                                       | Tjedan 12                                                       | Tjedan 13 - finalni tjedan                                      | Tjedan 13 - finalni tjedan                                      | Tjedan 13 - finalni tjedan                                      | Tjedan 13 - finalni tjedan                                      | Tjedan 13 - finalni tjedan                                      |
| konačni poredak | kandidat    | 10       | 11       | 12       | 13       | 13       | 14                            | 15                            | 16                            | 16                            | 17                            | 18                            | 18                            | 19                            | 20                            | 21                            | 22                            | 23                            | 23                            | 24                            | 25                            | 26                            | 26                            | 27                            | 28                            | 28                            | 29                            | 30                            | 31                            | 31                            | 32                            | 33                            | 33                            | 34                            | 35                            | 36                                                  | 36                                                  | 37                                                  | 38                                                  | 38                                                  | 39                                                  | 40                                                  | 41                                                  | 42                                                  | 43                                                  | 43                                                  | 43                                                              | 43                                                              | 44                                                              | 45                                                              | 46                                                              | 47                                                              | 48                                                              | 48                                                              | Top8                                                            | 49                                                              | 50                                                              | 51                                                              | 52                                                              | 52                                                              | 53                                                              | 53                                                              | 54                                                              | 55                                                              | 56                                                              | 57                                                              | 58                                                              | 59                                                              | 60                                                              |
| --------------- | ----------- | -------- | -------- | -------- | -------- | -------- | ----------------------------- | ----------------------------- | ----------------------------- | ----------------------------- | ----------------------------- | ----------------------------- | ----------------------------- | ----------------------------- | ----------------------------- | ----------------------------- | ----------------------------- | ----------------------------- | ----------------------------- | ----------------------------- | ----------------------------- | ----------------------------- | ----------------------------- | ----------------------------- | ----------------------------- | ----------------------------- | ----------------------------- | ----------------------------- | ----------------------------- | ----------------------------- | ----------------------------- | ----------------------------- | ----------------------------- | ----------------------------- | ----------------------------- | --------------------------------------------------- | --------------------------------------------------- | --------------------------------------------------- | --------------------------------------------------- | --------------------------------------------------- | --------------------------------------------------- | --------------------------------------------------- | --------------------------------------------------- | --------------------------------------------------- | --------------------------------------------------- | --------------------------------------------------- | --------------------------------------------------------------- | --------------------------------------------------------------- | --------------------------------------------------------------- | --------------------------------------------------------------- | --------------------------------------------------------------- | --------------------------------------------------------------- | --------------------------------------------------------------- | --------------------------------------------------------------- | --------------------------------------------------------------- | --------------------------------------------------------------- | --------------------------------------------------------------- | --------------------------------------------------------------- | --------------------------------------------------------------- | --------------------------------------------------------------- | --------------------------------------------------------------- | --------------------------------------------------------------- | --------------------------------------------------------------- | --------------------------------------------------------------- | --------------------------------------------------------------- | --------------------------------------------------------------- | --------------------------------------------------------------- | --------------------------------------------------------------- | --------------------------------------------------------------- |
| 1.              | ☆ Ante ☆    | –        |          | X        |          | X        | eliminacija nakon 12. epizode | eliminacija nakon 12. epizode | eliminacija nakon 12. epizode | eliminacija nakon 12. epizode | eliminacija nakon 12. epizode | eliminacija nakon 12. epizode | eliminacija nakon 12. epizode | eliminacija nakon 12. epizode | eliminacija nakon 12. epizode | eliminacija nakon 12. epizode | eliminacija nakon 12. epizode | eliminacija nakon 12. epizode | eliminacija nakon 12. epizode | eliminacija nakon 12. epizode | eliminacija nakon 12. epizode | eliminacija nakon 12. epizode | eliminacija nakon 12. epizode | eliminacija nakon 12. epizode | eliminacija nakon 12. epizode | eliminacija nakon 12. epizode | eliminacija nakon 12. epizode | eliminacija nakon 12. epizode | eliminacija nakon 12. epizode | eliminacija nakon 12. epizode | eliminacija nakon 12. epizode | eliminacija nakon 12. epizode | eliminacija nakon 12. epizode | eliminacija nakon 12. epizode | eliminacija nakon 12. epizode | eliminacija nakon 12. epizode                       | eliminacija nakon 12. epizode                       | eliminacija nakon 12. epizode                       | eliminacija nakon 12. epizode                       | eliminacija nakon 12. epizode                       | eliminacija nakon 12. epizode                       | eliminacija nakon 12. epizode                       | eliminacija nakon 12. epizode                       | eliminacija nakon 12. epizode                       | eliminacija nakon 12. epizode                       |                                                     |                                                                 | +                                                               |                                                                 |                                                                 | ∕                                                               | +                                                               | ∕                                                               | ∕                                                               | Ante                                                            | ★                                                               |                                                                 | ∕                                                               | +                                                               | X                                                               | T                                                               | ∕                                                               | –                                                               |                                                                 |                                                                 |                                                                 |                                                                 | +                                                               | ☆                                                               |
| 2.              | Sanja       | +        | +        | X        |          |          | –                             |                               | ∕                             | ∕                             |                               | ∕                             | ∕                             | +                             |                               | ∕                             |                               | ∕                             | ∕                             | ★                             |                               | ∕                             | ∕                             | X                             |                               | +                             |                               | +                             | ∕                             | ∕                             | X                             |                               | +                             | ★                             |                               | ∕                                                   | +                                                   | +                                                   | ∕                                                   | ∕                                                   | +                                                   |                                                     | ∕                                                   | X                                                   | I                                                   | ∕                                                   | ∕                                                               | ∕                                                               | +                                                               |                                                                 | ∕                                                               | X                                                               |                                                                 |                                                                 | Sanja                                                           | +                                                               |                                                                 | ∕                                                               | +                                                               | ∕                                                               | ∕                                                               | ∕                                                               | +                                                               | +                                                               |                                                                 | +                                                               | +                                                               | ∕                                                               | X                                                               |
| 3.              | Tin         |          |          |          | ∕        | ∕        |                               |                               | ∕                             | ∕                             |                               | ∕                             | ∕                             | –                             |                               | ∕                             | X                             | N                             | ∕                             |                               | X                             | I                             | ∕                             | X                             |                               |                               | +                             |                               | ∕                             | ∕                             | +                             | ∕                             | ∕                             |                               |                               | ∕                                                   |                                                     | +                                                   | ∕                                                   | ∕                                                   | ★                                                   |                                                     | ∕                                                   | X                                                   | N                                                   | ∕                                                   | ∕                                                               | ∕                                                               | +                                                               |                                                                 | ∕                                                               | +                                                               | ∕                                                               | ∕                                                               | Tin                                                             |                                                                 | X                                                               | +                                                               | +                                                               | X                                                               |                                                                 |                                                                 | –                                                               |                                                                 | +                                                               |                                                                 |                                                                 | X                                                               | eliminacija                                                     |
| 4.              | Eni         |          |          | X        |          |          |                               |                               | ∕                             | ∕                             |                               | ∕                             | ∕                             | +                             |                               | ∕                             |                               | ∕                             | ∕                             |                               | +                             | ∕                             | ∕                             | X                             |                               |                               |                               |                               | ∕                             | ∕                             | X                             | N                             | ∕                             | –                             | ★                             | ∕                                                   |                                                     | X                                                   |                                                     |                                                     |                                                     | +                                                   | ∕                                                   | X                                                   |                                                     |                                                     |                                                                 |                                                                 |                                                                 |                                                                 | ∕                                                               | X                                                               | N                                                               | ∕                                                               | Eni                                                             | +                                                               |                                                                 | ∕                                                               | X                                                               | X                                                               |                                                                 | +                                                               | –                                                               |                                                                 |                                                                 | X                                                               | eliminacija - 57. ep                                            | eliminacija - 57. ep                                            | eliminacija - 57. ep                                            |
| 5.              | Sergio      |          | –        |          | ∕        | ∕        | ★                             |                               | ∕                             | ∕                             |                               | ∕                             | ∕                             | +                             |                               | ∕                             | X                             | N                             | ∕                             | +                             | X                             | T                             | ∕                             | X                             | N                             | ∕                             | ★                             | ∕                             | ∕                             | ∕                             | +                             |                               |                               | –                             |                               | ∕                                                   | ∕                                                   | +                                                   | ∕                                                   | ∕                                                   |                                                     |                                                     | ∕                                                   | X                                                   |                                                     |                                                     |                                                                 |                                                                 | ★                                                               | X                                                               |                                                                 | +                                                               | ∕                                                               | ∕                                                               | Sergio                                                          |                                                                 | X                                                               |                                                                 | X                                                               |                                                                 | T                                                               | ∕                                                               | +                                                               |                                                                 | X                                                               | eliminacija - 56. ep                                            | eliminacija - 56. ep                                            | eliminacija - 56. ep                                            | eliminacija - 56. ep                                            |
| 6.              | Gano        |          |          | +        | ∕        | ∕        | +                             |                               | ∕                             | ∕                             | X                             | N                             | ∕                             |                               | ★                             | ∕                             | +                             | ∕                             | ∕                             |                               |                               | ∕                             | ∕                             | +                             | ∕                             | ∕                             |                               |                               | ∕                             | ∕                             | +                             | ∕                             | ∕                             |                               |                               | ∕                                                   | ∕                                                   | X                                                   |                                                     |                                                     | +                                                   |                                                     | ∕                                                   | +                                                   | ∕                                                   | ∕                                                   | ∕                                                               | ∕                                                               |                                                                 |                                                                 | ∕                                                               | ∕                                                               | ∕                                                               | ∕                                                               | Gano                                                            |                                                                 |                                                                 | ∕                                                               | X                                                               | X                                                               |                                                                 |                                                                 | +                                                               | X                                                               | eliminacija - 55. ep                                            | eliminacija - 55. ep                                            | eliminacija - 55. ep                                            | eliminacija - 55. ep                                            | eliminacija - 55. ep                                            |
| 7.              | Ivana       |          | –        | X        |          | +        | +                             | X                             | T                             | ∕                             |                               | ∕                             | ∕                             | +                             |                               | ∕                             |                               | ∕                             | ∕                             |                               | ★                             |                               |                               | +                             | ∕                             | ∕                             | +                             |                               | ∕                             | ∕                             | +                             | ∕                             | ∕                             | –                             |                               | ∕                                                   |                                                     | X                                                   |                                                     |                                                     |                                                     | +                                                   | ∕                                                   | +                                                   | ∕                                                   | ∕                                                   | ∕                                                               | ∕                                                               |                                                                 |                                                                 | ∕                                                               | X                                                               | N                                                               | ∕                                                               | Ivana                                                           |                                                                 |                                                                 | ∕                                                               | +                                                               | X                                                               |                                                                 | X                                                               | eliminacija nakon 52. epizode                                   | eliminacija nakon 52. epizode                                   | eliminacija nakon 52. epizode                                   | eliminacija nakon 52. epizode                                   | eliminacija nakon 52. epizode                                   | eliminacija nakon 52. epizode                                   | eliminacija nakon 52. epizode                                   |
| 8.              | Iva         |          |          | +        | ∕        | ∕        |                               | X                             |                               | +                             | X                             | N                             | ∕                             | –                             | X                             |                               | +                             | ∕                             | ∕                             |                               |                               | ∕                             | ∕                             | +                             | ∕                             | ∕                             | +                             | +                             | ∕                             | ∕                             | +                             | ∕                             | ∕                             | –                             |                               | ∕                                                   | ∕                                                   | X                                                   |                                                     |                                                     |                                                     | X                                                   |                                                     | +                                                   | ∕                                                   | ∕                                                   | ∕                                                               | ∕                                                               |                                                                 |                                                                 | ∕                                                               | +                                                               | ∕                                                               | ∕                                                               | Iva                                                             |                                                                 | X                                                               | X                                                               | eliminacija nakon 51. epizode                                   | eliminacija nakon 51. epizode                                   | eliminacija nakon 51. epizode                                   | eliminacija nakon 51. epizode                                   | eliminacija nakon 51. epizode                                   | eliminacija nakon 51. epizode                                   | eliminacija nakon 51. epizode                                   | eliminacija nakon 51. epizode                                   | eliminacija nakon 51. epizode                                   | eliminacija nakon 51. epizode                                   | eliminacija nakon 51. epizode                                   |
| 9.              | Anamaria    |          |          | X        |          | +        |                               | X                             | T                             | ∕                             |                               | ∕                             | ∕                             |                               |                               | N                             |                               | ∕                             | ∕                             |                               | X                             |                               | +                             | +                             | ∕                             | ∕                             |                               | ★                             | ∕                             | ∕                             | X                             | I                             | ∕                             | –                             | X                             | T                                                   |                                                     | +                                                   | ∕                                                   | ∕                                                   |                                                     | +                                                   | ∕                                                   | +                                                   | ∕                                                   | ∕                                                   | ∕                                                               | ∕                                                               |                                                                 |                                                                 | ∕                                                               | X                                                               |                                                                 | X                                                               | eliminacija nakon 48. epizode                                   | eliminacija nakon 48. epizode                                   | eliminacija nakon 48. epizode                                   | eliminacija nakon 48. epizode                                   | eliminacija nakon 48. epizode                                   | eliminacija nakon 48. epizode                                   | eliminacija nakon 48. epizode                                   | eliminacija nakon 48. epizode                                   | eliminacija nakon 48. epizode                                   | eliminacija nakon 48. epizode                                   | eliminacija nakon 48. epizode                                   | eliminacija nakon 48. epizode                                   | eliminacija nakon 48. epizode                                   | eliminacija nakon 48. epizode                                   | eliminacija nakon 48. epizode                                   |
| 10.             | Ivo         |          |          | X        |          |          |                               |                               | ∕                             | ∕                             |                               | ∕                             | ∕                             |                               |                               | ∕                             |                               | ∕                             | ∕                             |                               |                               | ∕                             | ∕                             | X                             |                               |                               |                               | X                             | P                             | ∕                             | +                             | ∕                             | ∕                             |                               | X                             |                                                     | ∕                                                   | X                                                   |                                                     |                                                     |                                                     |                                                     | ∕                                                   | X                                                   | ∕                                                   | ∕                                                   | ∕                                                               | ∕                                                               |                                                                 | X                                                               | X                                                               | eliminacija nakon 46. epizode                                   | eliminacija nakon 46. epizode                                   | eliminacija nakon 46. epizode                                   | eliminacija nakon 46. epizode                                   | eliminacija nakon 46. epizode                                   | eliminacija nakon 46. epizode                                   | eliminacija nakon 46. epizode                                   | eliminacija nakon 46. epizode                                   | eliminacija nakon 46. epizode                                   | eliminacija nakon 46. epizode                                   | eliminacija nakon 46. epizode                                   | eliminacija nakon 46. epizode                                   | eliminacija nakon 46. epizode                                   | eliminacija nakon 46. epizode                                   | eliminacija nakon 46. epizode                                   | eliminacija nakon 46. epizode                                   | eliminacija nakon 46. epizode                                   | eliminacija nakon 46. epizode                                   |
| 11.             | Bonaventura | +        |          | +        | ∕        | ∕        | –                             | +                             | ∕                             | ∕                             | X                             |                               |                               |                               | ★                             | ∕                             | +                             | ∕                             | ∕                             |                               |                               | ∕                             | ∕                             | X                             |                               |                               |                               | X                             |                               |                               | +                             | ∕                             | ∕                             | –                             |                               | ∕                                                   | ∕                                                   | +                                                   | ∕                                                   | ∕                                                   |                                                     |                                                     | ∕                                                   | +                                                   |                                                     |                                                     |                                                                 | X                                                               | eliminacija nakon 43. epizode                                   | eliminacija nakon 43. epizode                                   | eliminacija nakon 43. epizode                                   | eliminacija nakon 43. epizode                                   | eliminacija nakon 43. epizode                                   | eliminacija nakon 43. epizode                                   | eliminacija nakon 43. epizode                                   | eliminacija nakon 43. epizode                                   | eliminacija nakon 43. epizode                                   | eliminacija nakon 43. epizode                                   | eliminacija nakon 43. epizode                                   | eliminacija nakon 43. epizode                                   | eliminacija nakon 43. epizode                                   | eliminacija nakon 43. epizode                                   | eliminacija nakon 43. epizode                                   | eliminacija nakon 43. epizode                                   | eliminacija nakon 43. epizode                                   | eliminacija nakon 43. epizode                                   | eliminacija nakon 43. epizode                                   | eliminacija nakon 43. epizode                                   | eliminacija nakon 43. epizode                                   |
| 12.             | Josip       |          | –        | X        |          |          |                               |                               | ∕                             | ∕                             |                               | ∕                             | ∕                             |                               |                               | ∕                             |                               | ∕                             | ∕                             |                               | X                             |                               |                               | +                             | ∕                             | ∕                             |                               | X                             |                               |                               | X                             | N                             | ∕                             | –                             | X                             |                                                     | ∕                                                   | +                                                   | ∕                                                   | ∕                                                   |                                                     | X                                                   | X                                                   | eliminacija nakon 41. epizode                       | eliminacija nakon 41. epizode                       | eliminacija nakon 41. epizode                       | eliminacija nakon 41. epizode                                   | eliminacija nakon 41. epizode                                   | eliminacija nakon 41. epizode                                   | eliminacija nakon 41. epizode                                   | eliminacija nakon 41. epizode                                   | eliminacija nakon 41. epizode                                   | eliminacija nakon 41. epizode                                   | eliminacija nakon 41. epizode                                   | eliminacija nakon 41. epizode                                   | eliminacija nakon 41. epizode                                   | eliminacija nakon 41. epizode                                   | eliminacija nakon 41. epizode                                   | eliminacija nakon 41. epizode                                   | eliminacija nakon 41. epizode                                   | eliminacija nakon 41. epizode                                   | eliminacija nakon 41. epizode                                   | eliminacija nakon 41. epizode                                   | eliminacija nakon 41. epizode                                   | eliminacija nakon 41. epizode                                   | eliminacija nakon 41. epizode                                   | eliminacija nakon 41. epizode                                   | eliminacija nakon 41. epizode                                   | eliminacija nakon 41. epizode                                   |
| 13.             | Petar       |          |          | +        | ∕        | ∕        |                               |                               | ∕                             | ∕                             | X                             |                               | +                             | ★                             |                               | ∕                             | +                             | ∕                             | ∕                             |                               |                               | ∕                             | ∕                             | X                             | N                             | ∕                             |                               |                               | ∕                             | ∕                             | +                             | ∕                             | ∕                             | –                             | X                             | T                                                   |                                                     | X                                                   |                                                     | X                                                   | eliminacija nakon 38. ep.                           | eliminacija nakon 38. ep.                           | eliminacija nakon 38. ep.                           | eliminacija nakon 38. ep.                           | eliminacija nakon 38. ep.                           | –                                                   | neuspješni povratak u natjecanje, eliminacija nakon 38. epizode | neuspješni povratak u natjecanje, eliminacija nakon 38. epizode | neuspješni povratak u natjecanje, eliminacija nakon 38. epizode | neuspješni povratak u natjecanje, eliminacija nakon 38. epizode | neuspješni povratak u natjecanje, eliminacija nakon 38. epizode | neuspješni povratak u natjecanje, eliminacija nakon 38. epizode | neuspješni povratak u natjecanje, eliminacija nakon 38. epizode | neuspješni povratak u natjecanje, eliminacija nakon 38. epizode | neuspješni povratak u natjecanje, eliminacija nakon 38. epizode | neuspješni povratak u natjecanje, eliminacija nakon 38. epizode | neuspješni povratak u natjecanje, eliminacija nakon 38. epizode | neuspješni povratak u natjecanje, eliminacija nakon 38. epizode | neuspješni povratak u natjecanje, eliminacija nakon 38. epizode | neuspješni povratak u natjecanje, eliminacija nakon 38. epizode | neuspješni povratak u natjecanje, eliminacija nakon 38. epizode | neuspješni povratak u natjecanje, eliminacija nakon 38. epizode | neuspješni povratak u natjecanje, eliminacija nakon 38. epizode | neuspješni povratak u natjecanje, eliminacija nakon 38. epizode | neuspješni povratak u natjecanje, eliminacija nakon 38. epizode | neuspješni povratak u natjecanje, eliminacija nakon 38. epizode | neuspješni povratak u natjecanje, eliminacija nakon 38. epizode | neuspješni povratak u natjecanje, eliminacija nakon 38. epizode | neuspješni povratak u natjecanje, eliminacija nakon 38. epizode |
| 14.             | Moris       | +        | +        |          | ∕        | ∕        |                               | X                             |                               | +                             |                               | ∕                             | ∕                             | –                             |                               | ∕                             | X                             |                               | +                             |                               | X                             |                               |                               | +                             | ∕                             | ∕                             |                               | X                             |                               | +                             | +                             | ∕                             | ∕                             |                               | X                             | odustao zbog zdravstvenih razloga nakon 35. epizode | odustao zbog zdravstvenih razloga nakon 35. epizode | odustao zbog zdravstvenih razloga nakon 35. epizode | odustao zbog zdravstvenih razloga nakon 35. epizode | odustao zbog zdravstvenih razloga nakon 35. epizode | odustao zbog zdravstvenih razloga nakon 35. epizode | odustao zbog zdravstvenih razloga nakon 35. epizode | odustao zbog zdravstvenih razloga nakon 35. epizode | odustao zbog zdravstvenih razloga nakon 35. epizode | odustao zbog zdravstvenih razloga nakon 35. epizode | odustao zbog zdravstvenih razloga nakon 35. epizode | odustao zbog zdravstvenih razloga nakon 35. epizode             | odustao zbog zdravstvenih razloga nakon 35. epizode             | odustao zbog zdravstvenih razloga nakon 35. epizode             | odustao zbog zdravstvenih razloga nakon 35. epizode             | odustao zbog zdravstvenih razloga nakon 35. epizode             | odustao zbog zdravstvenih razloga nakon 35. epizode             | odustao zbog zdravstvenih razloga nakon 35. epizode             | odustao zbog zdravstvenih razloga nakon 35. epizode             | odustao zbog zdravstvenih razloga nakon 35. epizode             | odustao zbog zdravstvenih razloga nakon 35. epizode             | odustao zbog zdravstvenih razloga nakon 35. epizode             | odustao zbog zdravstvenih razloga nakon 35. epizode             | odustao zbog zdravstvenih razloga nakon 35. epizode             | odustao zbog zdravstvenih razloga nakon 35. epizode             | odustao zbog zdravstvenih razloga nakon 35. epizode             | odustao zbog zdravstvenih razloga nakon 35. epizode             | odustao zbog zdravstvenih razloga nakon 35. epizode             | odustao zbog zdravstvenih razloga nakon 35. epizode             | odustao zbog zdravstvenih razloga nakon 35. epizode             | odustao zbog zdravstvenih razloga nakon 35. epizode             | odustao zbog zdravstvenih razloga nakon 35. epizode             | odustao zbog zdravstvenih razloga nakon 35. epizode             | odustao zbog zdravstvenih razloga nakon 35. epizode             |
| 15.             | Irina       |          |          |          | ∕        | ∕        |                               |                               | ∕                             | ∕                             |                               | ∕                             | ∕                             |                               | X                             | +                             | X                             | N                             | ∕                             |                               | X                             |                               |                               | +                             | ∕                             | ∕                             |                               |                               | ∕                             | ∕                             | X                             |                               | X                             | eliminacija nakon 33. epizode | eliminacija nakon 33. epizode | eliminacija nakon 33. epizode                       | eliminacija nakon 33. epizode                       | eliminacija nakon 33. epizode                       | eliminacija nakon 33. epizode                       | eliminacija nakon 33. epizode                       | eliminacija nakon 33. epizode                       | eliminacija nakon 33. epizode                       | eliminacija nakon 33. epizode                       | eliminacija nakon 33. epizode                       | eliminacija nakon 33. epizode                       | eliminacija nakon 33. epizode                       | eliminacija nakon 33. epizode                                   | eliminacija nakon 33. epizode                                   | eliminacija nakon 33. epizode                                   | eliminacija nakon 33. epizode                                   | eliminacija nakon 33. epizode                                   | eliminacija nakon 33. epizode                                   | eliminacija nakon 33. epizode                                   | eliminacija nakon 33. epizode                                   | eliminacija nakon 33. epizode                                   | eliminacija nakon 33. epizode                                   | eliminacija nakon 33. epizode                                   | eliminacija nakon 33. epizode                                   | eliminacija nakon 33. epizode                                   | eliminacija nakon 33. epizode                                   | eliminacija nakon 33. epizode                                   | eliminacija nakon 33. epizode                                   | eliminacija nakon 33. epizode                                   | eliminacija nakon 33. epizode                                   | eliminacija nakon 33. epizode                                   | eliminacija nakon 33. epizode                                   | eliminacija nakon 33. epizode                                   | eliminacija nakon 33. epizode                                   | eliminacija nakon 33. epizode                                   |
| 16.             | Elva        |          |          |          | ∕        | ∕        |                               |                               | ∕                             | ∕                             |                               | ∕                             | ∕                             |                               | X                             | +                             | X                             | N                             | ∕                             |                               |                               | ∕                             | ∕                             | +                             | ∕                             | ∕                             | +                             | X                             |                               | X                             | eliminacija nakon 31. epizode | eliminacija nakon 31. epizode | eliminacija nakon 31. epizode | eliminacija nakon 31. epizode | eliminacija nakon 31. epizode | eliminacija nakon 31. epizode                       | eliminacija nakon 31. epizode                       | eliminacija nakon 31. epizode                       | eliminacija nakon 31. epizode                       | eliminacija nakon 31. epizode                       | eliminacija nakon 31. epizode                       | eliminacija nakon 31. epizode                       | eliminacija nakon 31. epizode                       | eliminacija nakon 31. epizode                       | eliminacija nakon 31. epizode                       | eliminacija nakon 31. epizode                       | eliminacija nakon 31. epizode                                   | eliminacija nakon 31. epizode                                   | eliminacija nakon 31. epizode                                   | eliminacija nakon 31. epizode                                   | eliminacija nakon 31. epizode                                   | eliminacija nakon 31. epizode                                   | eliminacija nakon 31. epizode                                   | eliminacija nakon 31. epizode                                   | eliminacija nakon 31. epizode                                   | eliminacija nakon 31. epizode                                   | eliminacija nakon 31. epizode                                   | eliminacija nakon 31. epizode                                   | eliminacija nakon 31. epizode                                   | eliminacija nakon 31. epizode                                   | eliminacija nakon 31. epizode                                   | eliminacija nakon 31. epizode                                   | eliminacija nakon 31. epizode                                   | eliminacija nakon 31. epizode                                   | eliminacija nakon 31. epizode                                   | eliminacija nakon 31. epizode                                   | eliminacija nakon 31. epizode                                   | eliminacija nakon 31. epizode                                   | eliminacija nakon 31. epizode                                   |
| 17.             | Doris       |          | +        | +        | ∕        | ∕        |                               |                               | ∕                             | ∕                             | X                             |                               |                               | ★                             |                               | ∕                             | +                             | ∕                             | ∕                             |                               |                               | ∕                             | ∕                             | X                             |                               | X                             | eliminacija nakon 28. epizode | eliminacija nakon 28. epizode | eliminacija nakon 28. epizode | eliminacija nakon 28. epizode | eliminacija nakon 28. epizode | eliminacija nakon 28. epizode | eliminacija nakon 28. epizode | eliminacija nakon 28. epizode | eliminacija nakon 28. epizode | eliminacija nakon 28. epizode                       | eliminacija nakon 28. epizode                       | eliminacija nakon 28. epizode                       | eliminacija nakon 28. epizode                       | eliminacija nakon 28. epizode                       | eliminacija nakon 28. epizode                       | eliminacija nakon 28. epizode                       | eliminacija nakon 28. epizode                       | eliminacija nakon 28. epizode                       | eliminacija nakon 28. epizode                       | eliminacija nakon 28. epizode                       | eliminacija nakon 28. epizode                                   | eliminacija nakon 28. epizode                                   | eliminacija nakon 28. epizode                                   | eliminacija nakon 28. epizode                                   | eliminacija nakon 28. epizode                                   | eliminacija nakon 28. epizode                                   | eliminacija nakon 28. epizode                                   | eliminacija nakon 28. epizode                                   | eliminacija nakon 28. epizode                                   | eliminacija nakon 28. epizode                                   | eliminacija nakon 28. epizode                                   | eliminacija nakon 28. epizode                                   | eliminacija nakon 28. epizode                                   | eliminacija nakon 28. epizode                                   | eliminacija nakon 28. epizode                                   | eliminacija nakon 28. epizode                                   | eliminacija nakon 28. epizode                                   | eliminacija nakon 28. epizode                                   | eliminacija nakon 28. epizode                                   | eliminacija nakon 28. epizode                                   | eliminacija nakon 28. epizode                                   | eliminacija nakon 28. epizode                                   | eliminacija nakon 28. epizode                                   |
| 18.             | Ljiljana    |          |          |          | ∕        | ∕        | –                             | X                             |                               |                               |                               | ∕                             | ∕                             | –                             | X                             |                               | X                             |                               |                               |                               | X                             |                               | X                             | eliminacija nakon 26. epizode | eliminacija nakon 26. epizode | eliminacija nakon 26. epizode | eliminacija nakon 26. epizode | eliminacija nakon 26. epizode | eliminacija nakon 26. epizode | eliminacija nakon 26. epizode | eliminacija nakon 26. epizode | eliminacija nakon 26. epizode | eliminacija nakon 26. epizode | eliminacija nakon 26. epizode | eliminacija nakon 26. epizode | eliminacija nakon 26. epizode                       | eliminacija nakon 26. epizode                       | eliminacija nakon 26. epizode                       | eliminacija nakon 26. epizode                       | eliminacija nakon 26. epizode                       | eliminacija nakon 26. epizode                       | eliminacija nakon 26. epizode                       | eliminacija nakon 26. epizode                       | eliminacija nakon 26. epizode                       | eliminacija nakon 26. epizode                       | eliminacija nakon 26. epizode                       | eliminacija nakon 26. epizode                                   | eliminacija nakon 26. epizode                                   | eliminacija nakon 26. epizode                                   | eliminacija nakon 26. epizode                                   | eliminacija nakon 26. epizode                                   | eliminacija nakon 26. epizode                                   | eliminacija nakon 26. epizode                                   | eliminacija nakon 26. epizode                                   | eliminacija nakon 26. epizode                                   | eliminacija nakon 26. epizode                                   | eliminacija nakon 26. epizode                                   | eliminacija nakon 26. epizode                                   | eliminacija nakon 26. epizode                                   | eliminacija nakon 26. epizode                                   | eliminacija nakon 26. epizode                                   | eliminacija nakon 26. epizode                                   | eliminacija nakon 26. epizode                                   | eliminacija nakon 26. epizode                                   | eliminacija nakon 26. epizode                                   | eliminacija nakon 26. epizode                                   | eliminacija nakon 26. epizode                                   | eliminacija nakon 26. epizode                                   | eliminacija nakon 26. epizode                                   |
| 19.             | Zara        | –        | –        |          | ∕        | ∕        |                               | +                             | ∕                             | ∕                             |                               | ∕                             | ∕                             |                               |                               | ∕                             | X                             |                               | X                             | eliminacija nakon 23. epizode | eliminacija nakon 23. epizode | eliminacija nakon 23. epizode | eliminacija nakon 23. epizode | eliminacija nakon 23. epizode | eliminacija nakon 23. epizode | eliminacija nakon 23. epizode | eliminacija nakon 23. epizode | eliminacija nakon 23. epizode | eliminacija nakon 23. epizode | eliminacija nakon 23. epizode | eliminacija nakon 23. epizode | eliminacija nakon 23. epizode | eliminacija nakon 23. epizode | eliminacija nakon 23. epizode | eliminacija nakon 23. epizode | eliminacija nakon 23. epizode                       | eliminacija nakon 23. epizode                       | eliminacija nakon 23. epizode                       | eliminacija nakon 23. epizode                       | eliminacija nakon 23. epizode                       | eliminacija nakon 23. epizode                       | eliminacija nakon 23. epizode                       | eliminacija nakon 23. epizode                       | eliminacija nakon 23. epizode                       | eliminacija nakon 23. epizode                       | eliminacija nakon 23. epizode                       | eliminacija nakon 23. epizode                                   | eliminacija nakon 23. epizode                                   | eliminacija nakon 23. epizode                                   | eliminacija nakon 23. epizode                                   | eliminacija nakon 23. epizode                                   | eliminacija nakon 23. epizode                                   | eliminacija nakon 23. epizode                                   | eliminacija nakon 23. epizode                                   | eliminacija nakon 23. epizode                                   | eliminacija nakon 23. epizode                                   | eliminacija nakon 23. epizode                                   | eliminacija nakon 23. epizode                                   | eliminacija nakon 23. epizode                                   | eliminacija nakon 23. epizode                                   | eliminacija nakon 23. epizode                                   | eliminacija nakon 23. epizode                                   | eliminacija nakon 23. epizode                                   | eliminacija nakon 23. epizode                                   | eliminacija nakon 23. epizode                                   | eliminacija nakon 23. epizode                                   | eliminacija nakon 23. epizode                                   | eliminacija nakon 23. epizode                                   | eliminacija nakon 23. epizode                                   |
| 20.             | Irma        | –        | –        | +        | ∕        | ∕        |                               |                               | ∕                             | ∕                             | X                             | N                             | ∕                             |                               | X                             | X                             | eliminacija nakon 21. epizode | eliminacija nakon 21. epizode | eliminacija nakon 21. epizode | eliminacija nakon 21. epizode | eliminacija nakon 21. epizode | eliminacija nakon 21. epizode | eliminacija nakon 21. epizode | eliminacija nakon 21. epizode | eliminacija nakon 21. epizode | eliminacija nakon 21. epizode | eliminacija nakon 21. epizode | eliminacija nakon 21. epizode | eliminacija nakon 21. epizode | eliminacija nakon 21. epizode | eliminacija nakon 21. epizode | eliminacija nakon 21. epizode | eliminacija nakon 21. epizode | eliminacija nakon 21. epizode | eliminacija nakon 21. epizode | eliminacija nakon 21. epizode                       | eliminacija nakon 21. epizode                       | eliminacija nakon 21. epizode                       | eliminacija nakon 21. epizode                       | eliminacija nakon 21. epizode                       | eliminacija nakon 21. epizode                       | eliminacija nakon 21. epizode                       | eliminacija nakon 21. epizode                       | eliminacija nakon 21. epizode                       | eliminacija nakon 21. epizode                       | eliminacija nakon 21. epizode                       | eliminacija nakon 21. epizode                                   | eliminacija nakon 21. epizode                                   | eliminacija nakon 21. epizode                                   | eliminacija nakon 21. epizode                                   | eliminacija nakon 21. epizode                                   | eliminacija nakon 21. epizode                                   | eliminacija nakon 21. epizode                                   | eliminacija nakon 21. epizode                                   | eliminacija nakon 21. epizode                                   | eliminacija nakon 21. epizode                                   | eliminacija nakon 21. epizode                                   | eliminacija nakon 21. epizode                                   | eliminacija nakon 21. epizode                                   | eliminacija nakon 21. epizode                                   | eliminacija nakon 21. epizode                                   | eliminacija nakon 21. epizode                                   | eliminacija nakon 21. epizode                                   | eliminacija nakon 21. epizode                                   | eliminacija nakon 21. epizode                                   | eliminacija nakon 21. epizode                                   | eliminacija nakon 21. epizode                                   | eliminacija nakon 21. epizode                                   | eliminacija nakon 21. epizode                                   |
| 21.             | Sead        |          |          | X        | N        | ∕        |                               | +                             | ∕                             | ∕                             |                               | ∕                             | ∕                             |                               | X                             | X                             | eliminacija nakon 21. epizode | eliminacija nakon 21. epizode | eliminacija nakon 21. epizode | eliminacija nakon 21. epizode | eliminacija nakon 21. epizode | eliminacija nakon 21. epizode | eliminacija nakon 21. epizode | eliminacija nakon 21. epizode | eliminacija nakon 21. epizode | eliminacija nakon 21. epizode | eliminacija nakon 21. epizode | eliminacija nakon 21. epizode | eliminacija nakon 21. epizode | eliminacija nakon 21. epizode | eliminacija nakon 21. epizode | eliminacija nakon 21. epizode | eliminacija nakon 21. epizode | eliminacija nakon 21. epizode | eliminacija nakon 21. epizode | eliminacija nakon 21. epizode                       | eliminacija nakon 21. epizode                       | eliminacija nakon 21. epizode                       | eliminacija nakon 21. epizode                       | eliminacija nakon 21. epizode                       | eliminacija nakon 21. epizode                       | eliminacija nakon 21. epizode                       | eliminacija nakon 21. epizode                       | eliminacija nakon 21. epizode                       | eliminacija nakon 21. epizode                       |                                                     | –                                                               | neuspješni povratak u natjecanje, eliminacija nakon 21. epizode | neuspješni povratak u natjecanje, eliminacija nakon 21. epizode | neuspješni povratak u natjecanje, eliminacija nakon 21. epizode | neuspješni povratak u natjecanje, eliminacija nakon 21. epizode | neuspješni povratak u natjecanje, eliminacija nakon 21. epizode | neuspješni povratak u natjecanje, eliminacija nakon 21. epizode | neuspješni povratak u natjecanje, eliminacija nakon 21. epizode | neuspješni povratak u natjecanje, eliminacija nakon 21. epizode | neuspješni povratak u natjecanje, eliminacija nakon 21. epizode | neuspješni povratak u natjecanje, eliminacija nakon 21. epizode | neuspješni povratak u natjecanje, eliminacija nakon 21. epizode | neuspješni povratak u natjecanje, eliminacija nakon 21. epizode | neuspješni povratak u natjecanje, eliminacija nakon 21. epizode | neuspješni povratak u natjecanje, eliminacija nakon 21. epizode | neuspješni povratak u natjecanje, eliminacija nakon 21. epizode | neuspješni povratak u natjecanje, eliminacija nakon 21. epizode | neuspješni povratak u natjecanje, eliminacija nakon 21. epizode | neuspješni povratak u natjecanje, eliminacija nakon 21. epizode | neuspješni povratak u natjecanje, eliminacija nakon 21. epizode | neuspješni povratak u natjecanje, eliminacija nakon 21. epizode | neuspješni povratak u natjecanje, eliminacija nakon 21. epizode | neuspješni povratak u natjecanje, eliminacija nakon 21. epizode |
| 22.             | Hrvoje      |          | –        | +        | ∕        | ∕        |                               |                               | ∕                             | ∕                             | X                             |                               | X                             | eliminacija nakon 18. epizode | eliminacija nakon 18. epizode | eliminacija nakon 18. epizode | eliminacija nakon 18. epizode | eliminacija nakon 18. epizode | eliminacija nakon 18. epizode | eliminacija nakon 18. epizode | eliminacija nakon 18. epizode | eliminacija nakon 18. epizode | eliminacija nakon 18. epizode | eliminacija nakon 18. epizode | eliminacija nakon 18. epizode | eliminacija nakon 18. epizode | eliminacija nakon 18. epizode | eliminacija nakon 18. epizode | eliminacija nakon 18. epizode | eliminacija nakon 18. epizode | eliminacija nakon 18. epizode | eliminacija nakon 18. epizode | eliminacija nakon 18. epizode | eliminacija nakon 18. epizode | eliminacija nakon 18. epizode | eliminacija nakon 18. epizode                       | eliminacija nakon 18. epizode                       | eliminacija nakon 18. epizode                       | eliminacija nakon 18. epizode                       | eliminacija nakon 18. epizode                       | eliminacija nakon 18. epizode                       | eliminacija nakon 18. epizode                       | eliminacija nakon 18. epizode                       | eliminacija nakon 18. epizode                       | eliminacija nakon 18. epizode                       | eliminacija nakon 18. epizode                       | eliminacija nakon 18. epizode                                   | eliminacija nakon 18. epizode                                   | eliminacija nakon 18. epizode                                   | eliminacija nakon 18. epizode                                   | eliminacija nakon 18. epizode                                   | eliminacija nakon 18. epizode                                   | eliminacija nakon 18. epizode                                   | eliminacija nakon 18. epizode                                   | eliminacija nakon 18. epizode                                   | eliminacija nakon 18. epizode                                   | eliminacija nakon 18. epizode                                   | eliminacija nakon 18. epizode                                   | eliminacija nakon 18. epizode                                   | eliminacija nakon 18. epizode                                   | eliminacija nakon 18. epizode                                   | eliminacija nakon 18. epizode                                   | eliminacija nakon 18. epizode                                   | eliminacija nakon 18. epizode                                   | eliminacija nakon 18. epizode                                   | eliminacija nakon 18. epizode                                   | eliminacija nakon 18. epizode                                   | eliminacija nakon 18. epizode                                   | eliminacija nakon 18. epizode                                   |
| 23.             | Marija      |          |          | +        | ∕        | ∕        |                               | X                             |                               | X                             | eliminacija nakon 16. epizode | eliminacija nakon 16. epizode | eliminacija nakon 16. epizode | eliminacija nakon 16. epizode | eliminacija nakon 16. epizode | eliminacija nakon 16. epizode | eliminacija nakon 16. epizode | eliminacija nakon 16. epizode | eliminacija nakon 16. epizode | eliminacija nakon 16. epizode | eliminacija nakon 16. epizode | eliminacija nakon 16. epizode | eliminacija nakon 16. epizode | eliminacija nakon 16. epizode | eliminacija nakon 16. epizode | eliminacija nakon 16. epizode | eliminacija nakon 16. epizode | eliminacija nakon 16. epizode | eliminacija nakon 16. epizode | eliminacija nakon 16. epizode | eliminacija nakon 16. epizode | eliminacija nakon 16. epizode | eliminacija nakon 16. epizode | eliminacija nakon 16. epizode | eliminacija nakon 16. epizode | eliminacija nakon 16. epizode                       | eliminacija nakon 16. epizode                       | eliminacija nakon 16. epizode                       | eliminacija nakon 16. epizode                       | eliminacija nakon 16. epizode                       | eliminacija nakon 16. epizode                       | eliminacija nakon 16. epizode                       | eliminacija nakon 16. epizode                       | eliminacija nakon 16. epizode                       | eliminacija nakon 16. epizode                       | eliminacija nakon 16. epizode                       | eliminacija nakon 16. epizode                                   | eliminacija nakon 16. epizode                                   | eliminacija nakon 16. epizode                                   | eliminacija nakon 16. epizode                                   | eliminacija nakon 16. epizode                                   | eliminacija nakon 16. epizode                                   | eliminacija nakon 16. epizode                                   | eliminacija nakon 16. epizode                                   | eliminacija nakon 16. epizode                                   | eliminacija nakon 16. epizode                                   | eliminacija nakon 16. epizode                                   | eliminacija nakon 16. epizode                                   | eliminacija nakon 16. epizode                                   | eliminacija nakon 16. epizode                                   | eliminacija nakon 16. epizode                                   | eliminacija nakon 16. epizode                                   | eliminacija nakon 16. epizode                                   | eliminacija nakon 16. epizode                                   | eliminacija nakon 16. epizode                                   | eliminacija nakon 16. epizode                                   | eliminacija nakon 16. epizode                                   | eliminacija nakon 16. epizode                                   | eliminacija nakon 16. epizode                                   |

| zadatak            | oznake tablice | oznake tablice                                          |
| zadatak            | boja/simbol    | značenje u tablici                                      |
| ------------------ | -------------- | ------------------------------------------------------- |
| kutija iznenađenja | ★              | pobjednik/ica epizode                                   |
| kutija iznenađenja | +              | najbolji tanjuri epizode                                |
| kutija iznenađenja | –              | najlošiji tanjuri epizode                               |
| test kreativnosti  | ★              | pobjednik/ica epizode                                   |
| test kreativnosti  | +              | najbolji tanjuri epizode                                |
| test kreativnosti  | X              | ulazak u stres test                                     |
| test kreativnosti  | ∕              | odabir mogućnosti ne kuhati                             |
| stres test         | +              | najbolji tanjur dijela stres testa                      |
| stres test         | –              | najlošiji tanjur dijela stres testa                     |
| stres test         | X              | eliminacija                                             |
| stres test         | N              | glasanjem drugih kandidata izlazi iz stres testa        |
| stres test         | I              | korištenje imuniteta                                    |
| stres test         | T              | najbolji u teorijskom dijelu stres testa                |
| stres test         | P              | najbolji u praktičnom dijelu stres testa                |
| stres test         | ∕              | nije sudjelovao/la                                      |
| gastro duel        | +              | pobjednički tim                                         |
| gastro duel        | X              | ulazak u eliminaciju i stres test                       |
| gastro duel        | ∕              | nije sudjelovao/la                                      |
| ostalo             | +              | najbolji tanjur izazova te dobivanje platinaste kartice |
| ostalo             | T              | najbolji u teorijskom dijelu                            |
| finalni tjedni     | X              | eliminacija                                             |
| finalni tjedni     | +              | najbolji tanjuri epizode                                |
| finalni tjedni     | finalistica    |                                                         |
| finalni tjedni     | ☆              | pobjednik                                               |

## Finale
Finalno kuhanje prikazano je u posljednjoj epizodi emitiranoj 30. prosinca 2024. godine u pet slijedova, a bodovi su se zbrajali.
| slijed                                 | kandidat | jelo  | ocjene žirija | ocjene žirija | ocjene žirija |
| slijed                                 | kandidat | jelo  | Goran         | Stjepan       | Mario         |
| -------------------------------------- | -------- | ----- | ------------- | ------------- | ------------- |
| pozdrav iz kuhinje (fra. amuse-bouche) | Sanja    |       | 10            | 10            | 10            |
| pozdrav iz kuhinje (fra. amuse-bouche) | Ante     |       | 9             | 8             | 9             |
| hladno predjelo                        | Sanja    |       | 8             | 8             | 8             |
| hladno predjelo                        | Ante     |       | 10            | 9             | 9             |
| toplo predjelo                         | Sanja    |       | 10            | 9             | 10            |
| toplo predjelo                         | Ante     |       | 10            | 9             | 9             |
| glavno jelo                            | Sanja    |       | 8             | 8             | 9             |
| glavno jelo                            | Ante     |       | 10            | 10            | 10            |
| desert                                 | Sanja    |       | 9             | 9             | 9             |
| desert                                 | Ante     |       | 10            | 10            | 10            |
| ukupno                                 | Sanja    | Sanja | 135           | 135           | 135           |
| ukupno                                 | Ante     | Ante  | 142           | 142           | 142           |

## Vanjske poveznice
- Službena stranica Arhivirana inačica izvorne stranice od 16. rujna 2023. (Wayback Machine)
- Službeni YouTube kanal